# Вуд (гора)
Гора Вуд (англ. Mount Wood) — вершина, находящаяся на территории Юкон. Является частью гор Святого Ильи. Находится в пределах Национального парка Клуэйн. Шестая по высоте гора в Канаде.
В 1900 году альпинист Джеймс Макартур (1856–1925) назвал гору в честь Закари Тейлора Вуда (ум. 1915), инспектора Северо-Западной конной полиции Доусона в период Клондайкской золотой лихорадки.

## Восхождения
Первая попытка восхождения произошла в 1939 году. Уолтер Вуд возглавил третью экспедицию Американского географического общества. 12 августа он в команде со своей женой Форестой, Андерсоном Бейквеллом и Роджером Друри разбил лагерь №3 на северо-восточном склоне, однако из-за плохих погодных условий они были вынуждены досрочно завершить свой поход.
В 1941 году состоялась вторая экспедиция Вуда, в ходе которой ему вместе с Андерсоном Бейквеллом и Альбертом Джекманом удалось достичь вершины горы. 
В 1987 году вершину покорили двое канадцев — Пэт Шихан и Грэг Хорн.
11 марта 2019 года пара альпинистов — канадец Паскаль Марсо и американец Лонни Дюпре — поднялись на вершину, впервые в зимний период.